# USNS Thomas G. Thompson (T-AGOR-9)
Le USNS Thomas G. Thompson (T-AGOR-9) est un navire de recherche océanographique de classe Robert D. Conrad acquis par l'United States Navy en 1965. Il a effectué des travaux océanographiques pour divers établissements d’enseignement, sous différents noms, notamment le navire de recherche navale Thomas G Thompson (AGOR-9), N/V Thomas G. Thompson (IX-517), N/V Pacific Escort II (IX-517) et N/V Gosport (IX-517).

## Construction dans le Wisconsin
Thomas G. Thompson (AGOR-9) a été fixé le 12 septembre 1963 à Marinette (Wisconsin) par la Marinette Marine Corp. et lancé le 18 juillet 1964. Il était sponsorisé par Mme Isabel Thompson, la veuve du professeur Thomas Gordon Thompson (en) et livré à la marine américaine le 4 septembre 1965.

## Université de Washington
Spécialement conçu pour les travaux de recherche océanographique, le navire a été transféré à l'Université de Washington pour servir dans le département d'océanographie de cette institution, lors d'une cérémonie qui s'est déroulée au Boston Navy Yard le 21 septembre 1965. Mené par un équipage civil mais sous le contrôle technique de l’océanographe de la marine, le navire a mené des recherches océanographiques et effectué des expériences à l’appui des programmes océanographiques nationaux des États-Unis jusqu’en 1978.

## Services
- R/V Thomas G. Thompson (AGOR-9) : de 1965 à 1989 pour l'Université de Washington.
- R/V Thomas G. Thompson (IX-517) était son nom de 1989 à 1990.
- R/V Pacific Escort II (IX-517) de 1990 à 1997. En tant que membre divers non classifié, il a été mis à la disposition du personnel du Mare Island Naval Shipyard.
- N/R Gosport (IX-517) de 1997 à sa mise hors service définitive  en 2004. En tant que navire de recherche polyvalent, il était disponible à la location auprès du Norfolk Naval Shipyard.

Il a été coulé le 14 novembre 2004 lors d'un exercice de l'Otan.

## Note et référence
- (en) Cet article est partiellement ou en totalité issu de l’article de Wikipédia en anglais intitulé « USNS Thomas G. Thompson (T-AGOR-9) » (voir la liste des auteurs).